# Kånkloken
Kånkloken är en sjö i Bräcke kommun i Jämtland och ingår i Indalsälvens huvudavrinningsområde.